# Jane Brick
Inger Jane Brick Lindström, tidigare Brick, född 12 juni 1942 i Sankt Görans församling, Stockholm, död 3 september 2016 i Stockholm, var en svensk TV-journalist.
Jane Brick var verksam vid Sveriges Television där hon var nyhetsankare för Tv-nytt och Rapport samt utrikeskorrespondent. Hon arbetade bland annat med valvakor.
Brick var dotter till journalisten Lennart Brick och Ester Cecilia, ogift Eriksson. Hon var gift två gånger med tecknaren Ove Lindström (född 1940), första gången 1971–1982 och andra gången 1992 till sin död. Hennes enda barn är sonen Stefan (född 1963).
Jane Brick är begravd på Skogskyrkogården i Stockholm.